# Krępulec (medycyna sądowa)
Krępulec – patyk lub mały kijek, który wkłada się w zamkniętą pętlę założoną na szyję, a następnie okręca się go, co powoduje zaciśnięcie pętli, zapobiega również jej rozluźnieniu po utracie przytomności ofiary. Używany m.in. przy samobójstwach przez zadzierzgnięcie.